# Kathedrale von Canterbury

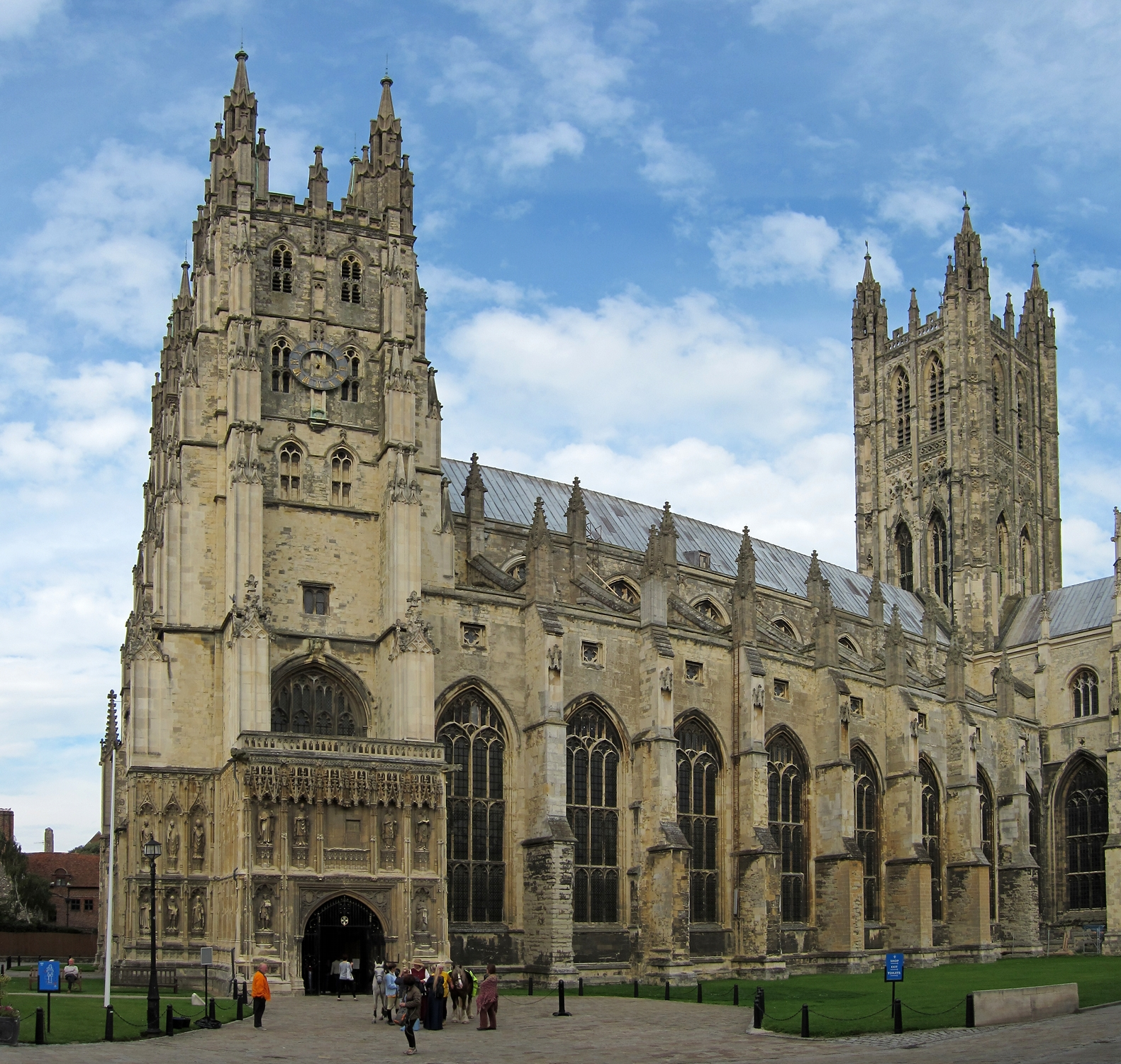
Westtürme, Langhaus, Turm über der Hauptvierung

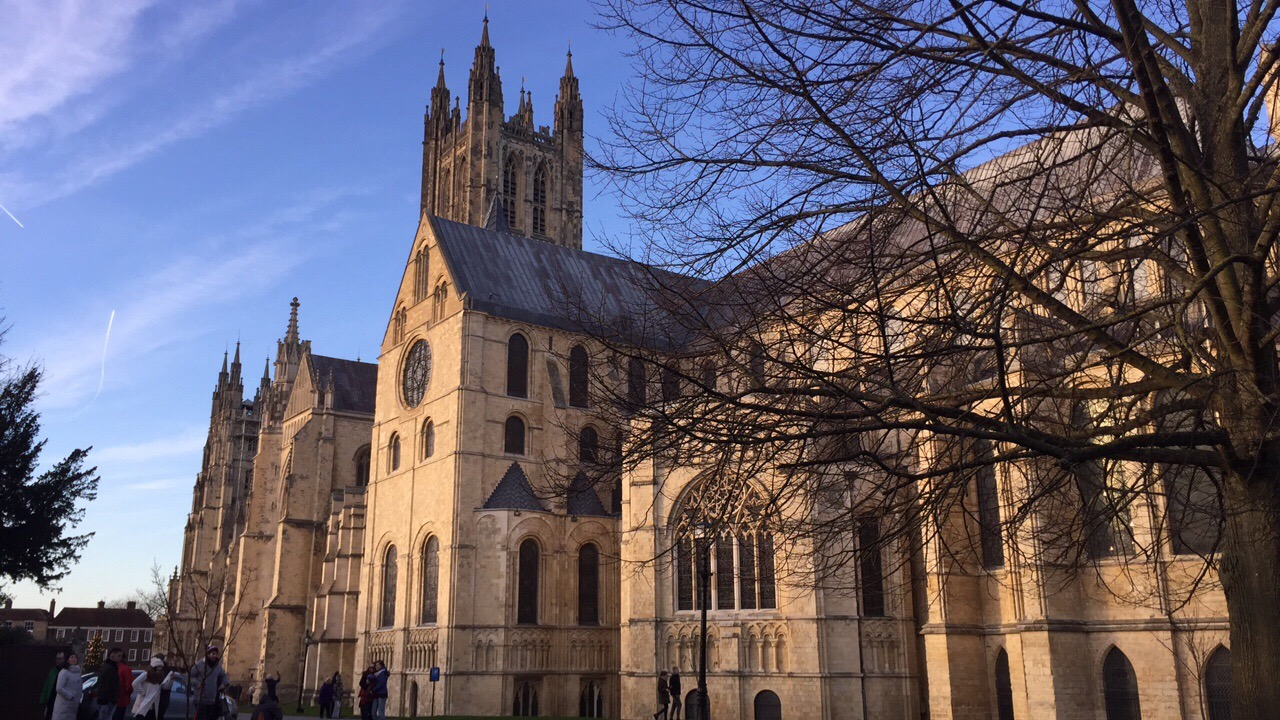
Ostteile des Chors, Chorvierung ohne Turm, Hauptvierung mit Turm

Die Kathedrale von Canterbury (englisch auch bekannt als Christ Church Cathedral), offiziell The Cathedral of Christ Church, in Canterbury, England, ist mit ihrem 75 m hohen Turm, dem so genannten Bell Harry, ein meisterhaftes Bauwerk der Romanik und Gotik. Die Kathedrale gehört zusammen mit der Abtei St. Augustinus und der St Martin’s Church seit 1988 zum Weltkulturerbe der UNESCO.
2019 wurde die Kathedrale von Canterbury von rund 877.000 Personen besucht. 2024 betrug die Besucherzahl etwa 660.000 Personen.

## Allgemeines
Nach der Gründung der Anglikanischen Kirche durch Heinrich VIII. ist der Erzbischof von Canterbury als Primate of all England deren geistliches Oberhaupt. Er krönt außerdem die englischen Könige. Seit dem Bau ist die Kathedrale auch ein bedeutender Wallfahrtsort.

## Geschichte

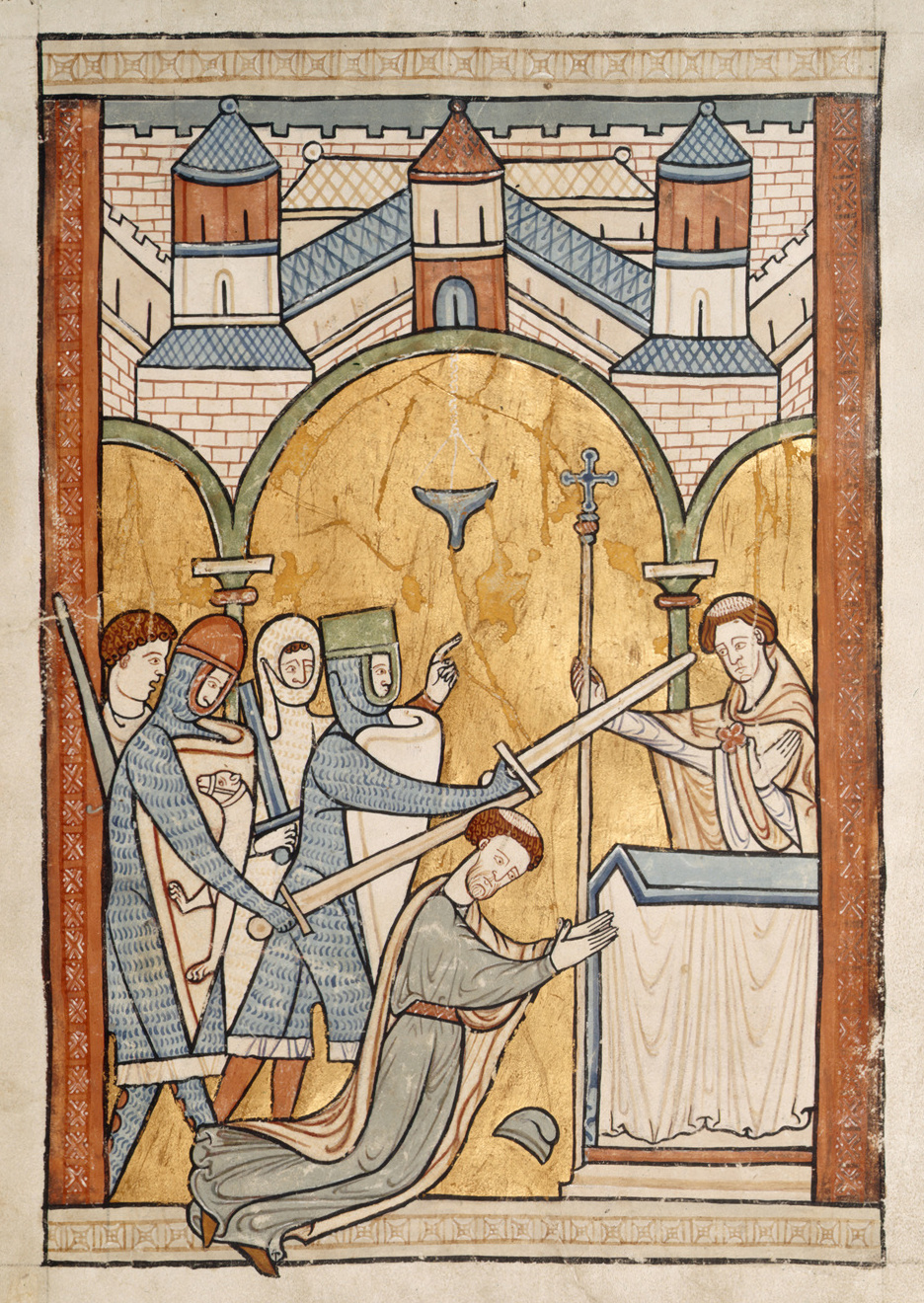
Der Mord an Thomas Becket

### Geschichte der Vorgängerkirchen
Im Jahre 597 kamen Missionare aus Rom nach Canterbury. Der Benediktinermönch Augustinus (nicht zu verwechseln mit dem Kirchenvater gleichen Namens) führte die Mission erfolgreich und wurde darauf zum Bischof geweiht. Er behielt dieses Amt bis zu seinem Tode 603. Es wurde eine Kathedrale gebaut. Reste dieser ersten Kathedrale fanden sich bei Renovierungsarbeiten 1993 unter den zur Montage einer Fußbodenheizung abgetragenen Bodenplatten, darunter Reste aus römischer Zeit. Seit dieser Zeit ist Canterbury Sitz eines Erzbischofes. 950 wurde der Bau von Erzbischof Bodo erneuert.
Die Kirche brannte kurz nach der normannischen Eroberung 1067 ab. Danach entstand über mehrere Jahrhunderte hinweg das, was heute zu sehen ist: ein sehr kompliziertes und weiträumiges Raumgebilde mit romanischen, frühgotischen und spätgotischen Teilen. Schon ein Blick auf den Grundriss lässt eine uneinheitliche Baugeschichte vermuten.
Begonnen wurde 1067 unter Lanfrank, einem Vertrauten Wilhelm des Eroberers. Damals hatte die Kirche nur ein Querhaus, an das ein Chor mit drei Apsiden anschloss.
Dann kam in den Jahren nach 1096 unter Anselm von Canterbury (1093–1109) eine große Erweiterung der Ostanlage. Der ehemalige Drei-Apsiden-Chor wurde ersetzt durch einen weiteren Langhaus-Teil mit eigenem, östlichen Querhaus und einem daran anschließenden Langchor mit Umgang und Radialkapellen, der über einer Krypta (1110–1130) erhöht wurde. Hinzu kamen zwei Westtürme und ein Vierungsturm. Verantwortlich für den Erweiterungsbau war anfangs der Prior Ernulph (1096–1107). Vollendet wurde er unter Prior Conrad 1108–1126, die Weihe fand 1130 statt. Erhalten sind von diesem Bau die ganze Krypta mit ihren Seitenflügeln und der Unterbau der beiden Osttürme, das Erdgeschoss der Umfassungsmauern der ehemaligen Chorseitenschiffe, der beiden Flügel des östlichen Querhauses mit ihren westlich angeschlossenen Treppentürmen und die schräg stehenden Tangentialkapellen des Umgangs (Hürlimann, S. 13).Ref?
Die Benediktinerabtei verfügte gemäß einem, vor allem das Bewässerungssystem der Anlage beschreibenden, Klosterplan (vgl. auch St. Galler Klosterplan) aus dem Jahr 1165 über einen Kräutergarten innerhalb der Klostermauern.
1170 kam es in der Kathedrale zur Ermordung Thomas Beckets. Er gilt als einer der bekanntesten Morde der abendländischen Geschichte. Nach dieser Tat wurde Canterbury zum berühmtesten Wallfahrtsort des Landes.
1174 brannte der Chor von 1130 ab. Mit dem Neubau beginnt die Gotik in England. Aus der Normandie wurde der Baumeister der Kathedrale von Sens Wilhelm von Sens herbeigeholt. Der Beginn der gotischen Baukunst in England wird allgemein mit diesem Ostabschluss der Kathedrale von Canterbury 1175 angenommen, die eigentliche englische Gotik aber, das Early English, setzt mit dem Neubau der Kathedrale von Wells 1180 und der Kathedrale von Lincoln 1192 ein.

### Geschichte der Kathedrale

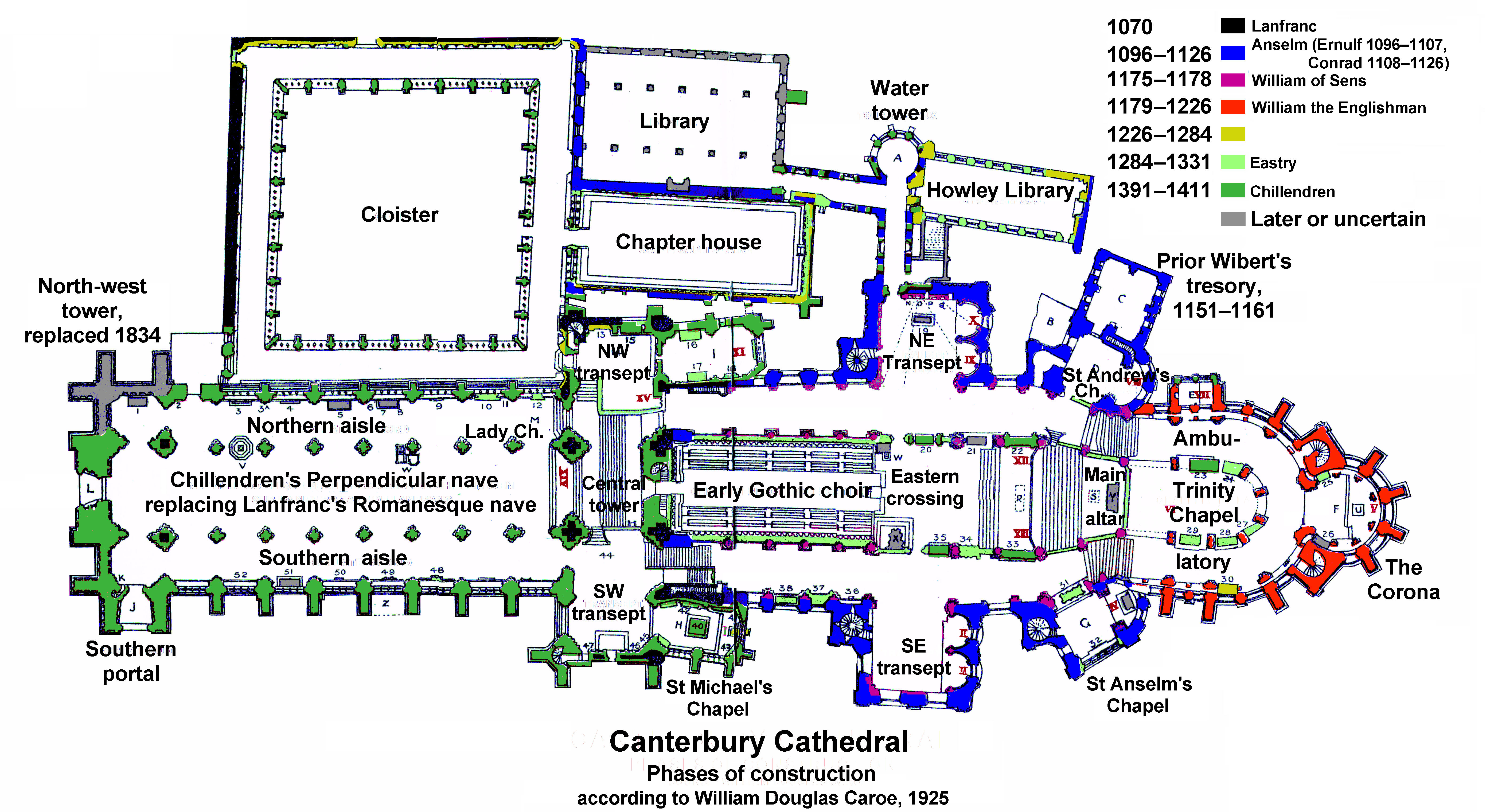
Alterskartierung der Kathedrale von Canterbury

Ab 1175 erfolgte der Neubau durch Wilhelm von Sens mit Steinen aus Kent (Ostabschluss).
Im ersten Jahr seiner Tätigkeit in Canterbury wurde der alte Chor abgerissen. Im zweiten Jahr entwickelte Wilhelm die Vorbilder zum Formen der Steine, die aus seiner Heimat über den Kanal transportiert wurden, und er kümmerte sich um die Arbeitsgeräte (Winden etc.). Die Steine wurden deshalb mühsam und aufwändig aus Frankreich geholt, weil geeignete Steinbrüche in Südengland erst später entdeckt wurden. Der eigentliche Baubeginn fand erst nach dem 5. September 1177 statt. Die ganze Aufmauerung des gotischen Chors erfolgte in zwei Jahren. Dann passierte 1178 ein schweres Unglück: Wilhelm stürzte von einem Baugerüst.
Sein Nachfolger wurde William the Englishman (1179–1184). Er führte zwar die Pläne Wilhelms weiter, ging dabei aber seltsame Kompromisse ein, die dem gesamten Ostteil der Kathedrale von Canterbury ein völlig einmaliges Aussehen verleihen. So gibt es beispielsweise an der Stelle des alten Chorabschlusses eine Verschmälerung des Mittelschiffes, die auch noch leicht schräg ist. Das Chorhaupt, die Trinity Chapel weist wahrscheinlich die ersten frühgotischen Formen in England auf. Es existieren deutliche Ähnlichkeiten zur Kathedrale von Sens, wo Wilhelm hergekommen war (Zwillingssäulen).

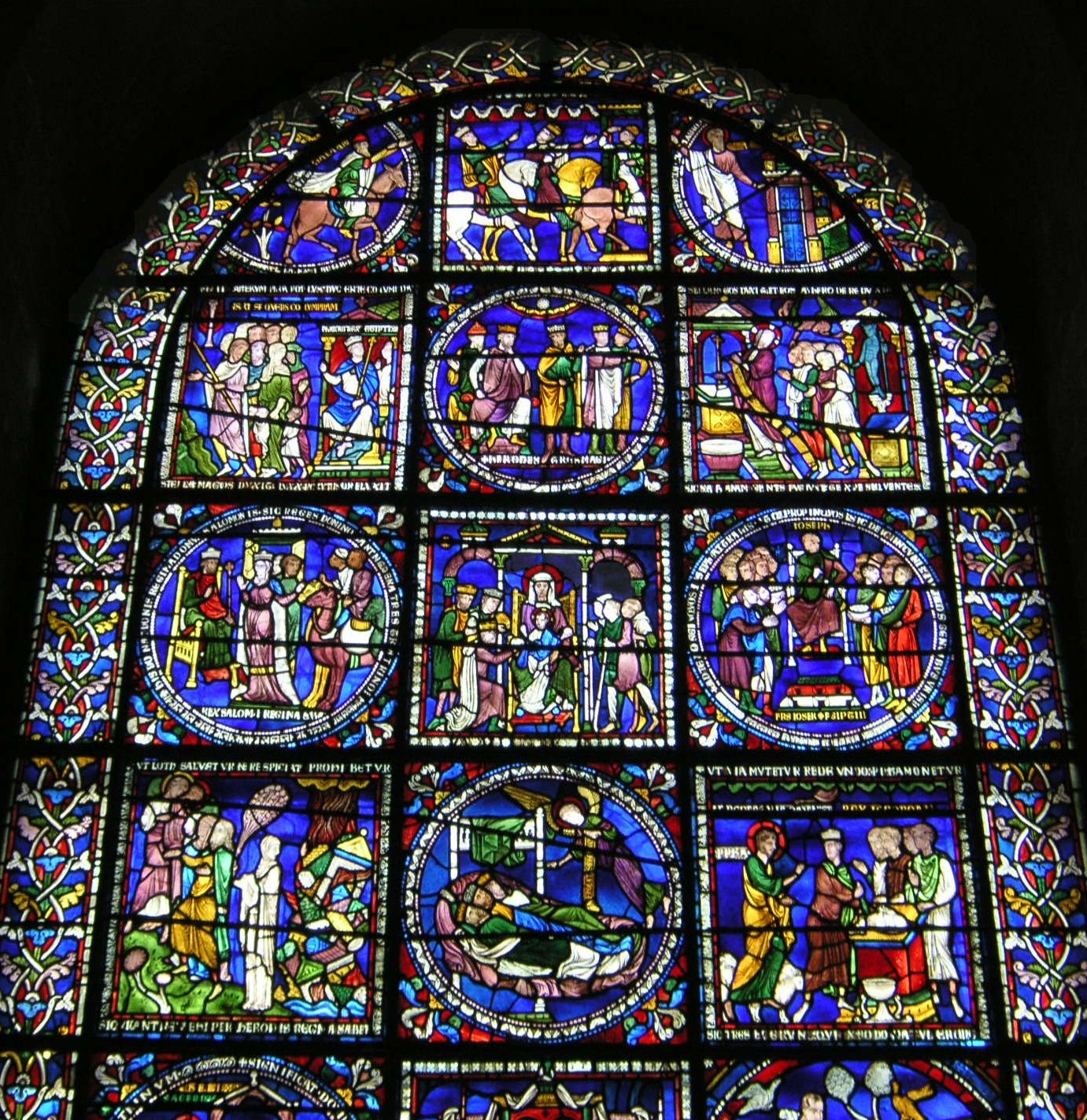
Fenster aus dem 12. Jh. mit Bilderbibel

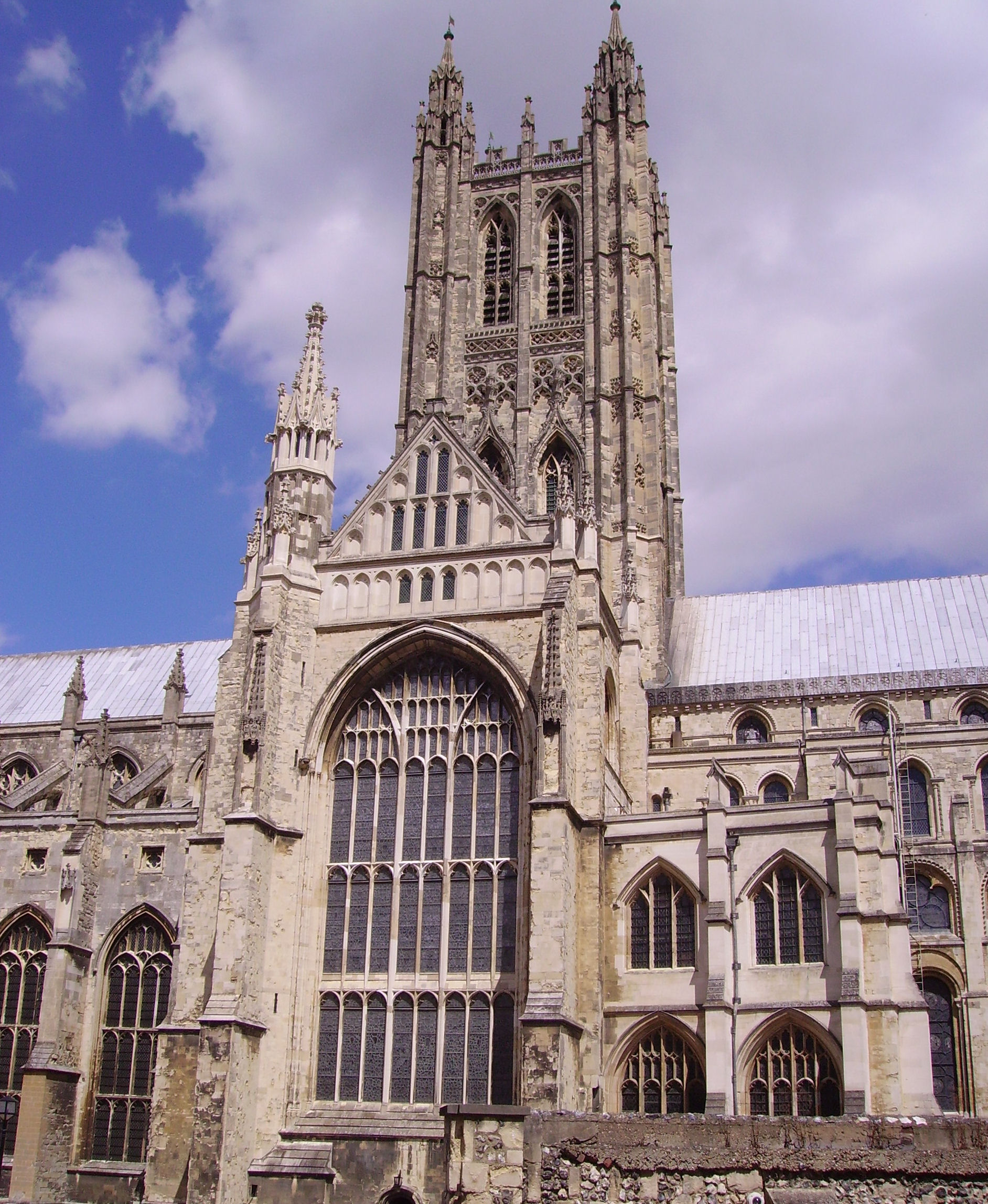
Vierung von Süden: links das im Perpendicular Style ersetzte Langhaus, rechts hinter der St Michael’s Chapel der Westteil des ab 1175 frühgotisch erneuerten normannischen Chors

Im Nordflügel des östlichen Querhauses wurden vor die romanische Mauer zwei gotische Blendenreihen gesetzt, die entfernt an Triforien erinnern. Grundgedanke bei dieser Konstruktion war es wohl, die romanischen Fenster beizubehalten und in die neue gotische Gliederung einzubeziehen.
1184 wurde die Chorscheitelkapelle gewölbt, um einen kostbaren Schrein mit den Gebeinen des heiliggesprochenen Thomas Becket aufnehmen zu können. Der Raum wird heute Corona oder Becket’s Crown genannt. Hier werden heute die Heiligen und Märtyrer unserer Zeit verehrt. Der Schrein des Heiligen Thomas war 1220 hier aufgestellt worden. Heinrich VIII. ließ ihn 1538 zerstören und seine Schätze plündern. 1642 gab es hier Verwüstungen durch die Puritaner.
Erhalten sind aus dem 13. und 14. Jahrhundert einige Glasfenster.
Ab 1378 bis 1410 wurde das alte romanische West-Langhaus zusammen mit dem westlichen Querhaus neu gebaut. Begonnen wurde damit unter Erzbischof Simon Sudbury (1375–1381), durchgeführt unter Prior Chillenden (1390–1411). Das Langhaus wird in der Literatur gelobt als „einer der edelsten, einheitlichsten, ruhevollsten Räume der englischen Spätgotik“ (Hürlimann, S. 14). Die reiche steinerne Chorschranke stammt aus der gleichen Zeit. Sie ahmt eine ältere Chorschranke von 1304 nach und steht daher stilistisch eher dem Decorated Style nahe und nicht dem Perpendicular.
Ebenfalls zu dieser Zeit wurde eine Verstärkung des Vierungsturmes durchgeführt, und zwar im Innenraum durch sogenannte Maßwerkbrücken, die in halber Raumhöhe auf allen vier Seiten angebracht wurden. Das Fächer-Gewölbe innen und die Aufstockung außen erhielt der Vierungsturm unter Prior Goldstone (1495–1503). Man hat diesem markanten Turm über dem westlichen Querhaus mehrere Namen gegeben: Engelsturm (Angel-Steeple) oder Bell Harry.
Um 1405 war das Perpendicular-Gewölbe im Hauptschiff vollendet.
1396–1420 wurde auf der Nordseite des Langhauses der Kreuzgang mit dem rechteckigen Kapitelsaal angelegt.
Der südliche Westturm kam in der ersten Hälfte des 15. Jahrhunderts hinzu, der nördliche erst in der Mitte des 19. Jahrhunderts.
Die im Südwesten gelegene Vorhalle, das Christ-Church-Gate, wurde 1505 errichtet.

## Kathedrale

### Langhaus

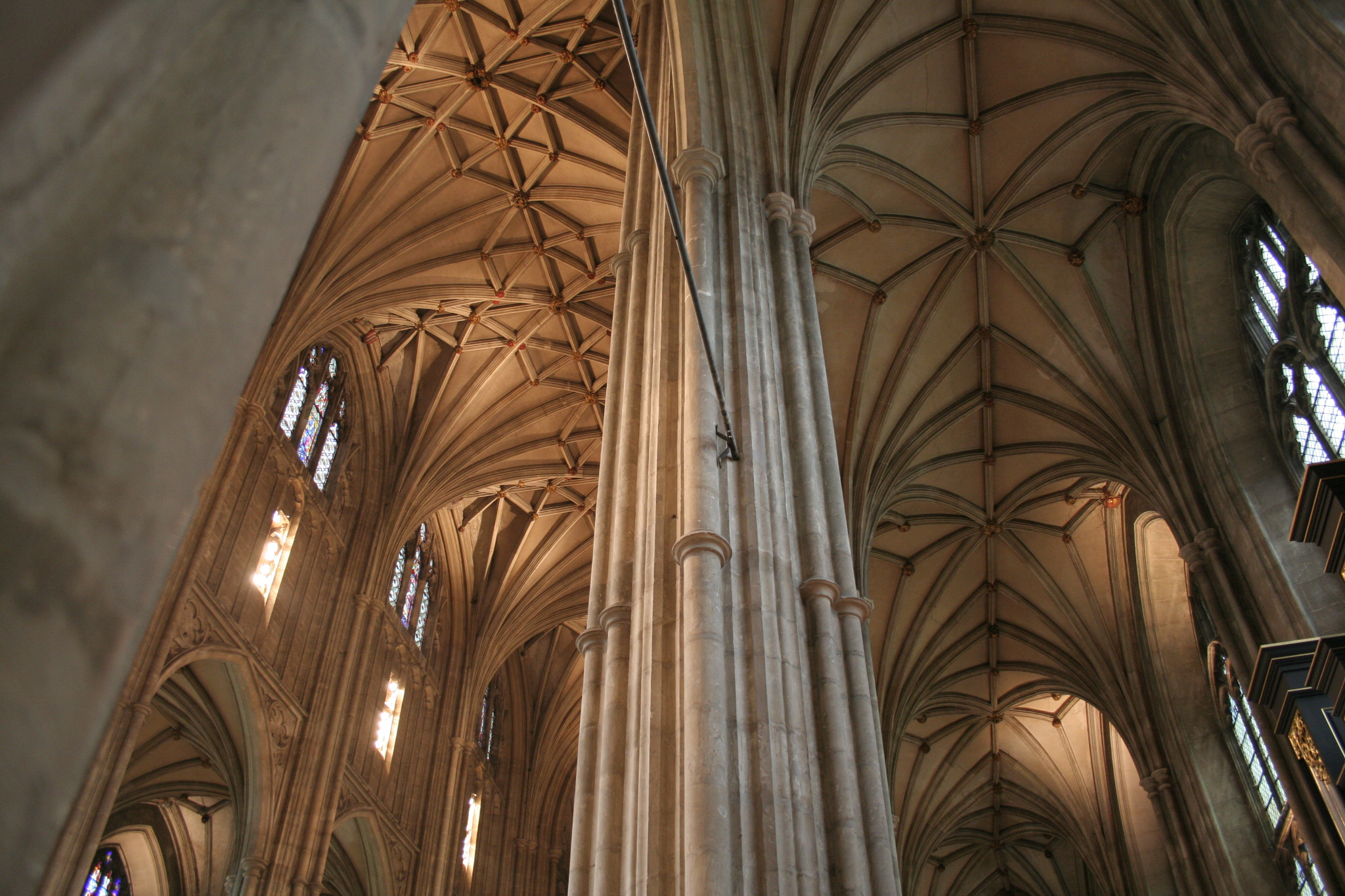
Gewölbe und Maßwerkfenster des Langhauses

Das dreischiffige Langhaus im spätgotischen Perpendicular Style wurde ab 1378 auf den Fundamenten des alten romanischen Kirchenbaus errichtet.
Der Haupteingang befindet sich am Südwestportal. Im Turm über dem Portal ist das Glockenspiel der Kathedrale mit 14 Glocken untergebracht. Der Nordwestturm beinhaltet die Glocke Great Dunstan, die ein Gewicht von 3,1 t hat.
Im Schiff steht ein Taufbecken von 1639. Eine schöne Holzschnitzarbeit ist die Kanzel aus dem Jahre 1898. An der Nordwand des Schiffes steht die Orgel aus dem Jahr 1980. Ein Symbol der Anglikanischen Kirche ist die Kompass-Rose im Boden des Schiffes. Die Rose wurde 1988 in das Schiff eingebaut.
Sehenswert sind im Schiff die Westfenster. Diese Fenster stammen aus dem 12. Jahrhundert und zeigen 13 Figuren aus der Genealogie Jesu Christi. Weiterhin sieht man acht Könige aus dem Mittelalter und darüber die zwölf Apostel.

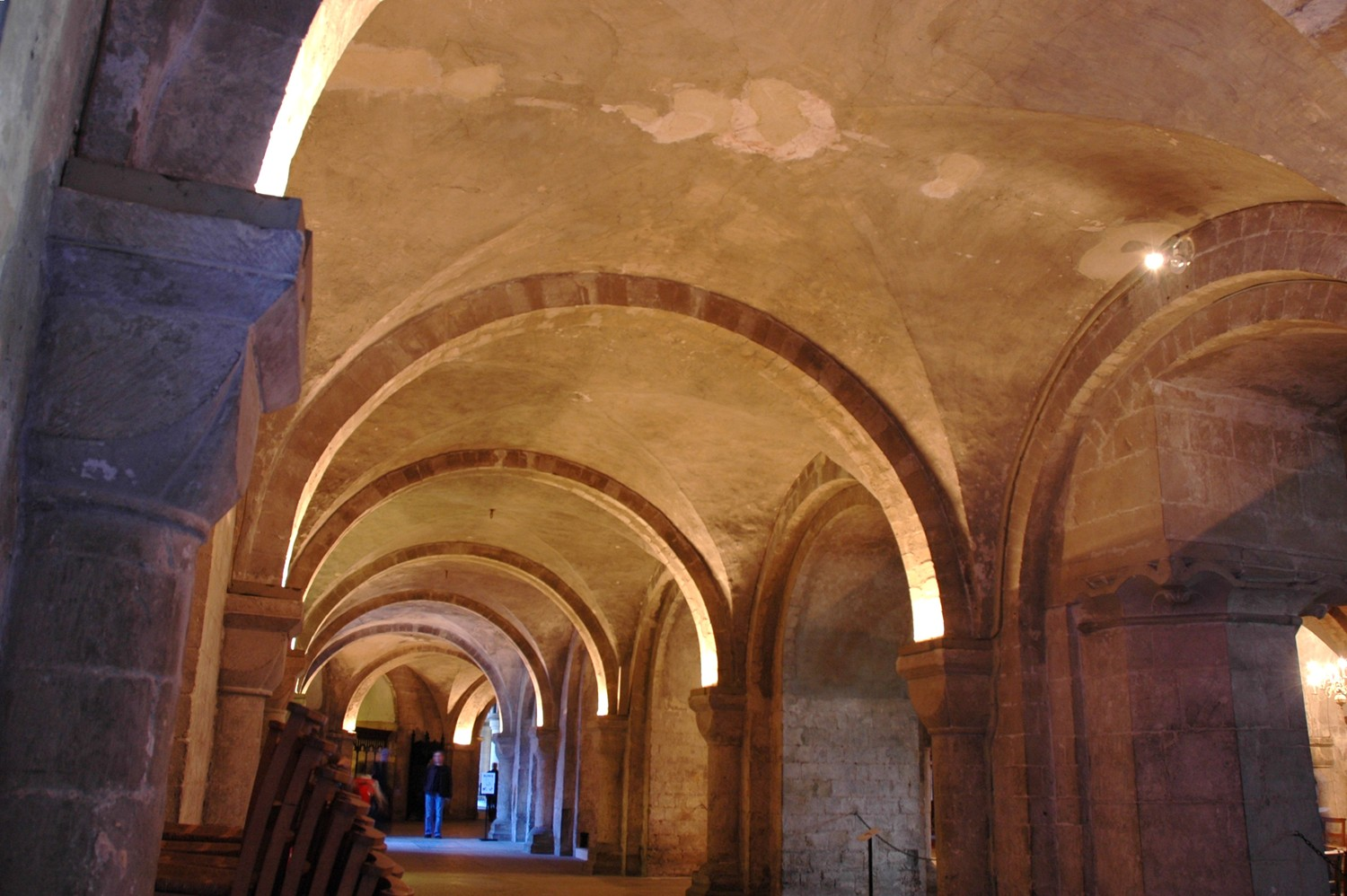
Romanische Krypta

### Westliche Krypta
Die westliche Krypta ist Anfang des 12. Jahrhunderts gebaut worden. Hier ist noch eine Mauer zu sehen, die von der Vorgängerkirche aus dem Jahre 1077 stammt. Von hier aus kann auch die Schatzkammer betreten werden. In der Schatzkammer befindet sich Silber- und Goldgeschirr.

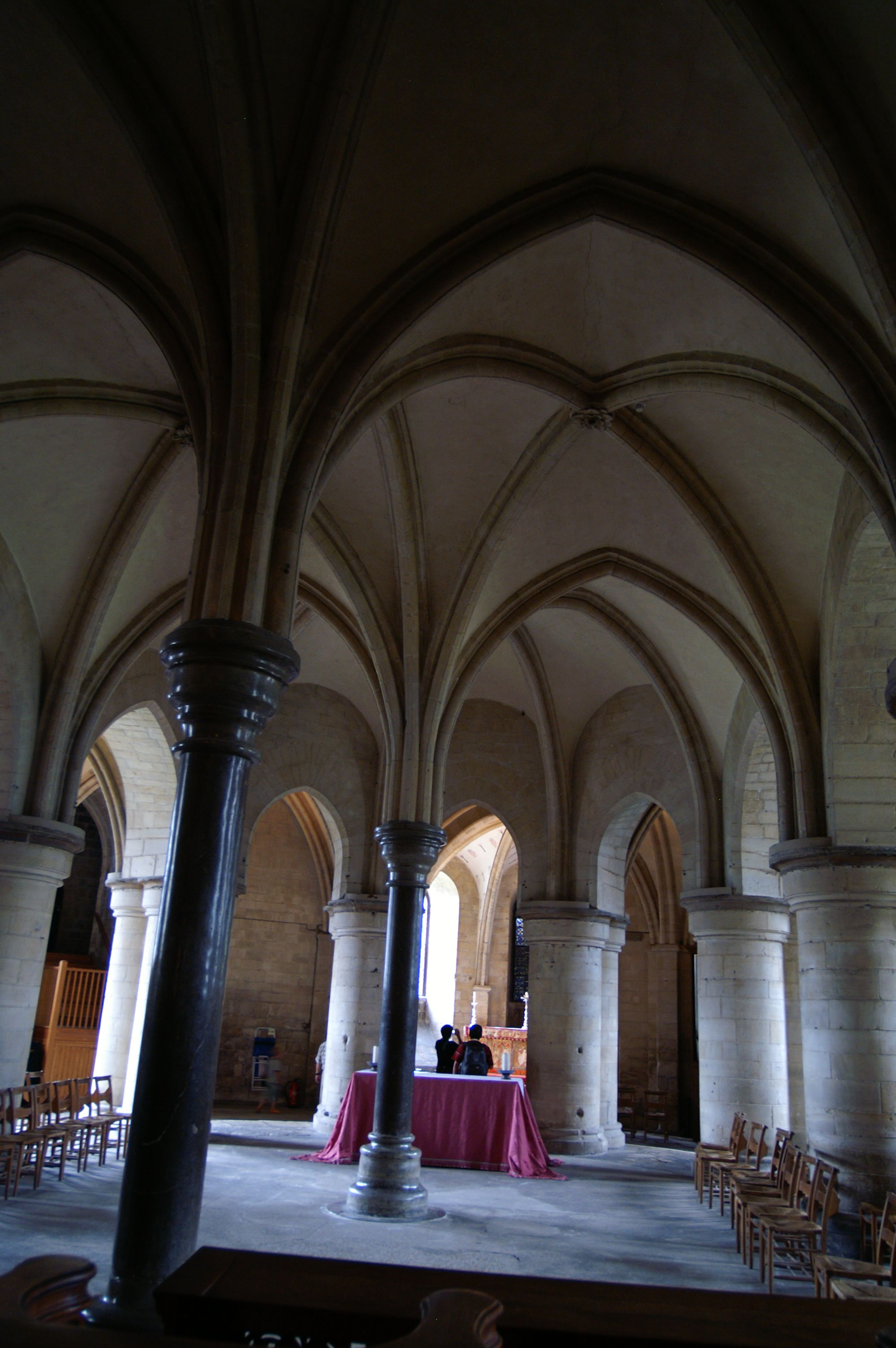
Gotische Krypta der Trinity Chapel

### Östliche Krypten

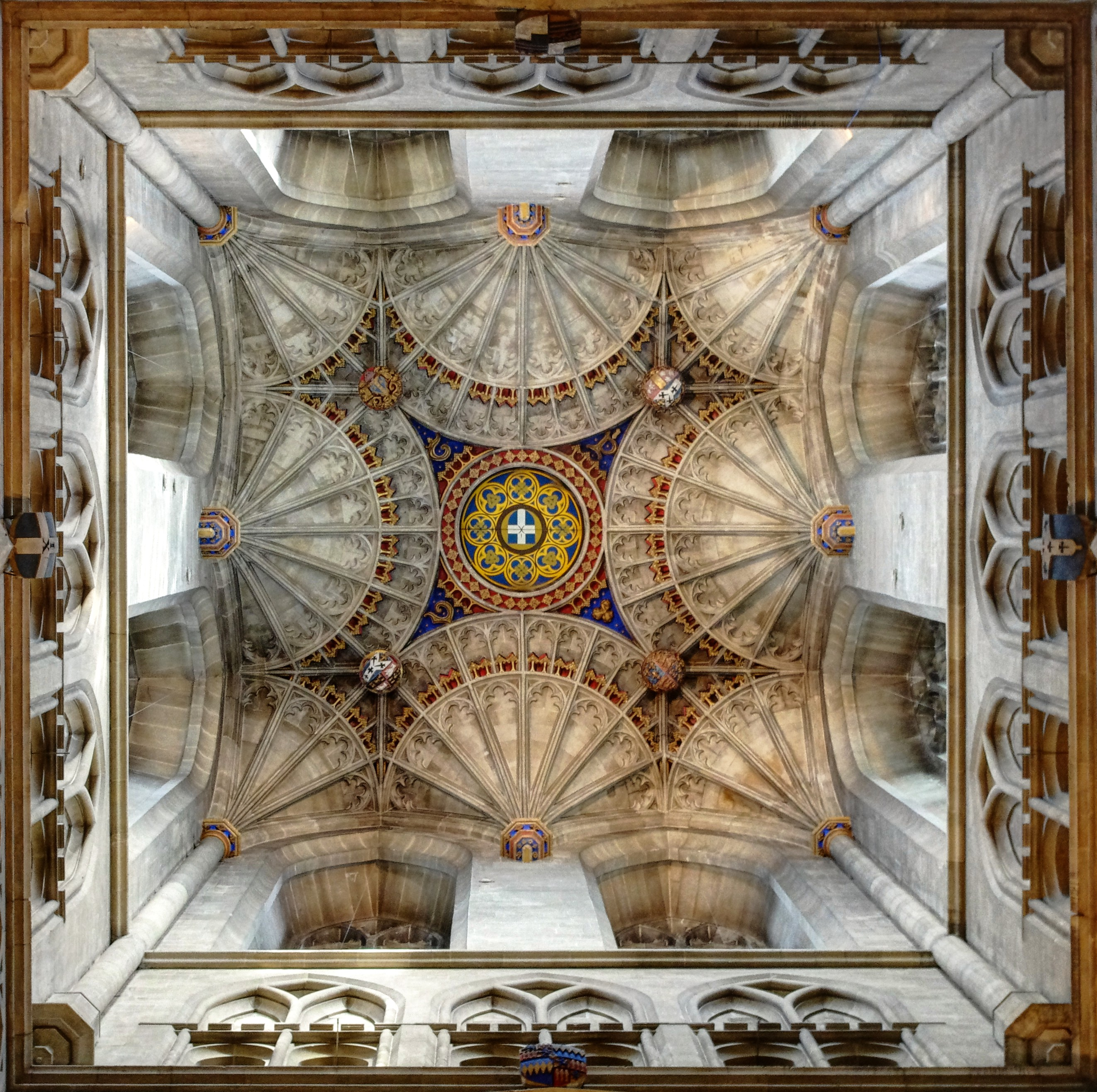
Hauptvierung unter dem Mittelturm

Nach seinem Tod 1170 lagen hier die sterblichen Überreste von Thomas Becket. Von 1220 an ruhten sie in einem Schrein in der Trinity Chapel, bis dieser 1538 auf Anordnung Heinrich VIII. zerstört wurde.
Die Ostkrypta ist zu großen Teilen fünfschiffig. Im Kern Ende des 11. Jahrhunderts als Unterbau des romanischen Chors errichtet, wurde sie im Zuge der gotischen Verlängerungsbauten Williams des Engländers in gotischem Stil erweitert, sodass die Trinity Chapel und die Corona ganz auf gotischen Kryptenräumen stehen.

### Turm
Der Vierungsturm der Kathedrale ist 72 m hoch und damit höher als die beiden Westtürme. Der Baubeginn war 1494, 1504 wurde das Werk beendet. Nach der in ihm aufgehängten großen Glocke wird er Bell Harry genannt. Der Innenraum der Kirche ragt mit einem Laternengeschoss oder zweiten Obergaden in den Turm. Im Gewölbe sind Wappen von Personen abgebildet, die zum Bau des Turmes beigetragen haben. Es sind insbesondere Kardinal John Morton und Prior Thomas Goldstone.

### Chor

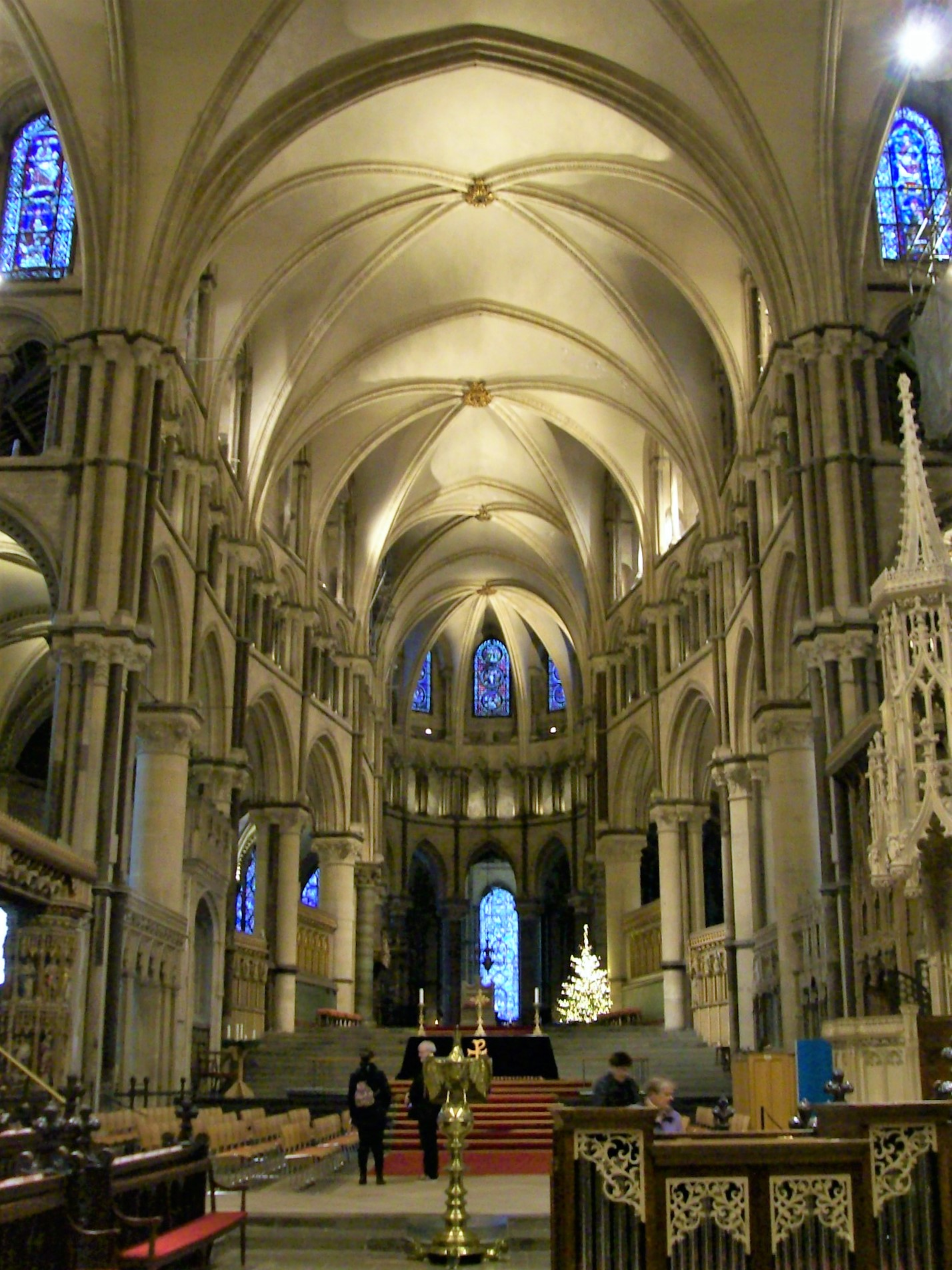
Blick aus der Chorvierung in die östlichen Teile des Chors mit Trinity Chapel und Corona

Nach dem Brand 1174 wurde der Chor im gotischen Stil wieder erbaut. Er gilt als das erste gotische Bauwerk in England und war, zusammen mit der Kathedrale von Lausanne, einer der ersten gotischen Bauten außerhalb Frankreichs.
Der Mönch und Chronist Gervasius berichtet, dass ein Komitee von Kirchenleuten zusammentrat und verschiedene Baumeister zusammenrief, die sich aber nicht auf einen Bauvorschlag einigen konnten. Schließlich entschied man sich für den Franzosen William von Sens. Dieser brachte Einflüsse der frühen französischen Gotik (unter anderem der Kathedralen von Sens und Saint-Denis) in sein Werk mit ein. Er brachte den Bau (für den Teile des alten und vom Brand ruinierten Chors abgerissen werden mussten) aber nicht zu Ende. 1178 stürzte er von einem Baugerüst und wurde schwer verletzt. Einige Zeit leitete er die Bauarbeiten vom Krankenbett aus, bis er schließlich nach Frankreich zurückkehrte, wo er 1180 starb. Williams Nachfolger wurde ein Einheimischer gleichen Namens, der William the Englishman genannt wurde. Unter ihm wurde der Umbau des Chors vollendet, an dessen Ostende die Trinity Chapel samt Chorumgang angefügt und daran als Axial- = Scheitelkapelle die „Krone“ („The Corona“ oder „Beckett's Cown“). Diese Räume schließen mit runden Grundrissen, typisch für die französische Frühgotik bis 1180.

### Querschiffe
Die Kathedrale weist als erste die insulare Besonderheit der zweier Querschiffe auf. Das westliche Querschiff liegt an der Grenze zwischen Langhaus und Chor. Das östliche Querschiff entstand im Grundriss schon unter Bischof Anselm, wurde aber in der Höhe erst durch Wilhelm von Sens dem Mittelschiff angeglichen.
Die Glasfenster sind aus dem 12. Jahrhundert. Sie zeigen Szenen aus dem Alten und Neuen Testament.

### Kapellen und Grabmäler

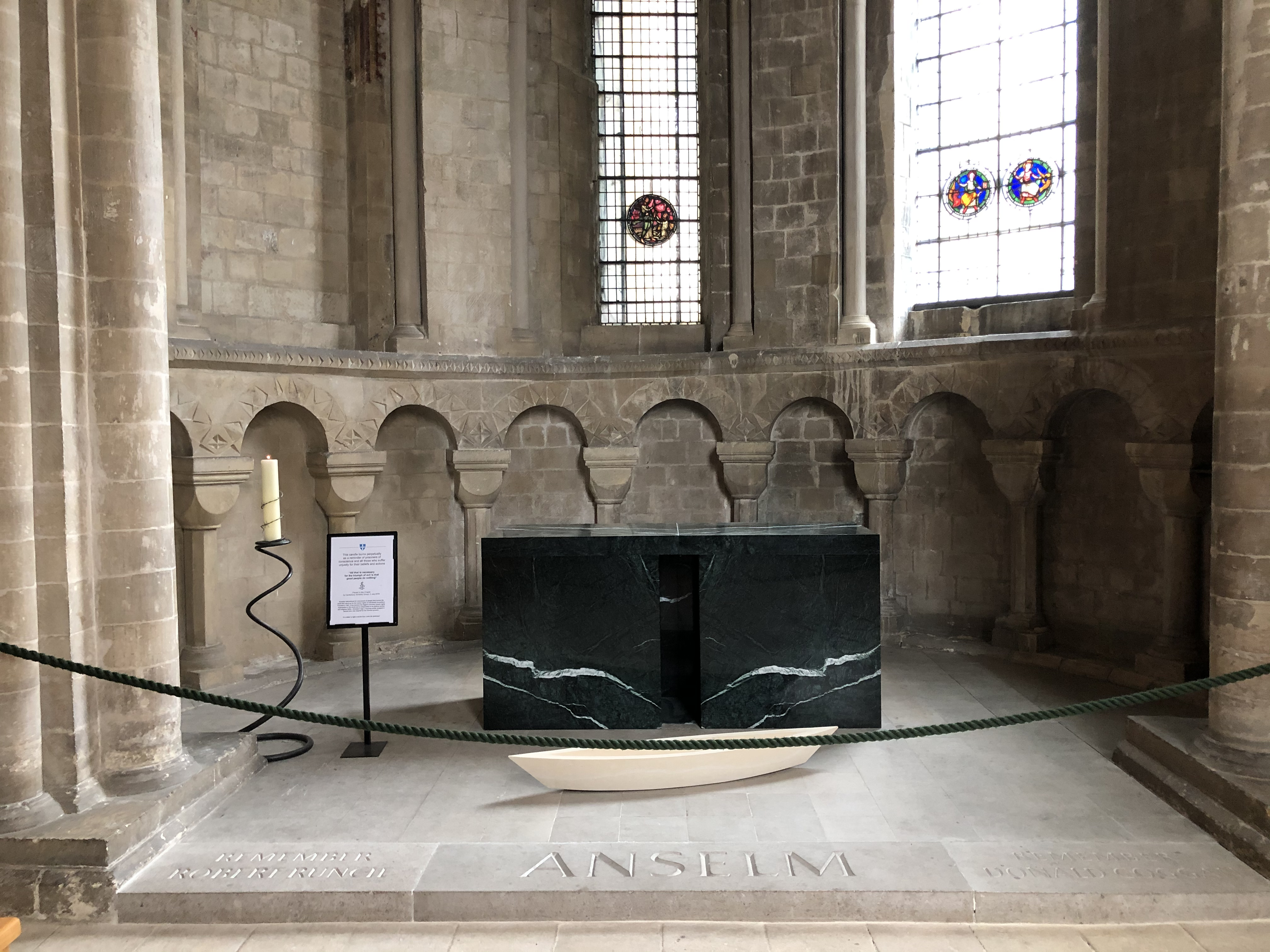
Romanische Kapelle des hl. Anselm von Canterbury
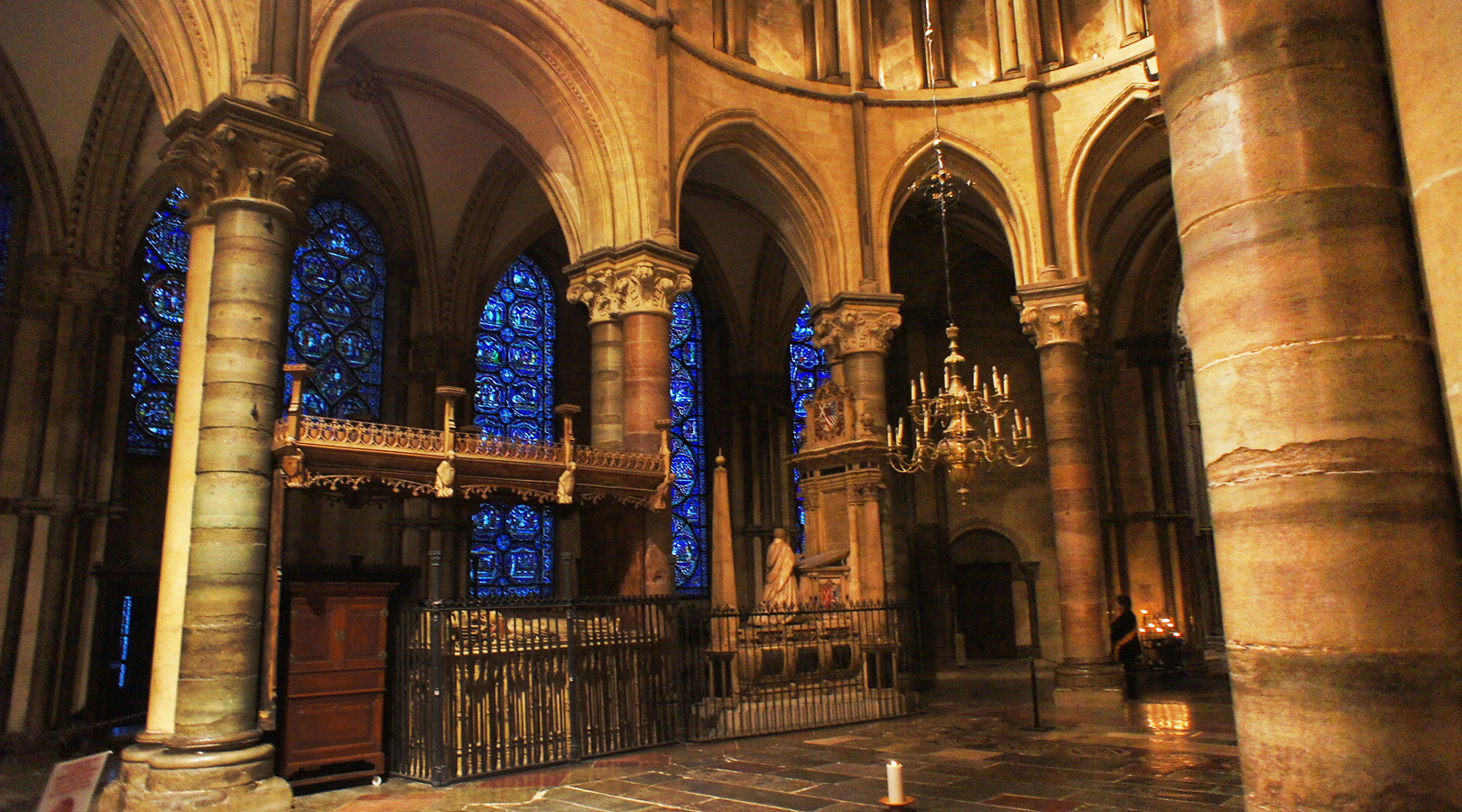
Frühgotischer Chorumgang der Trinity Chapel
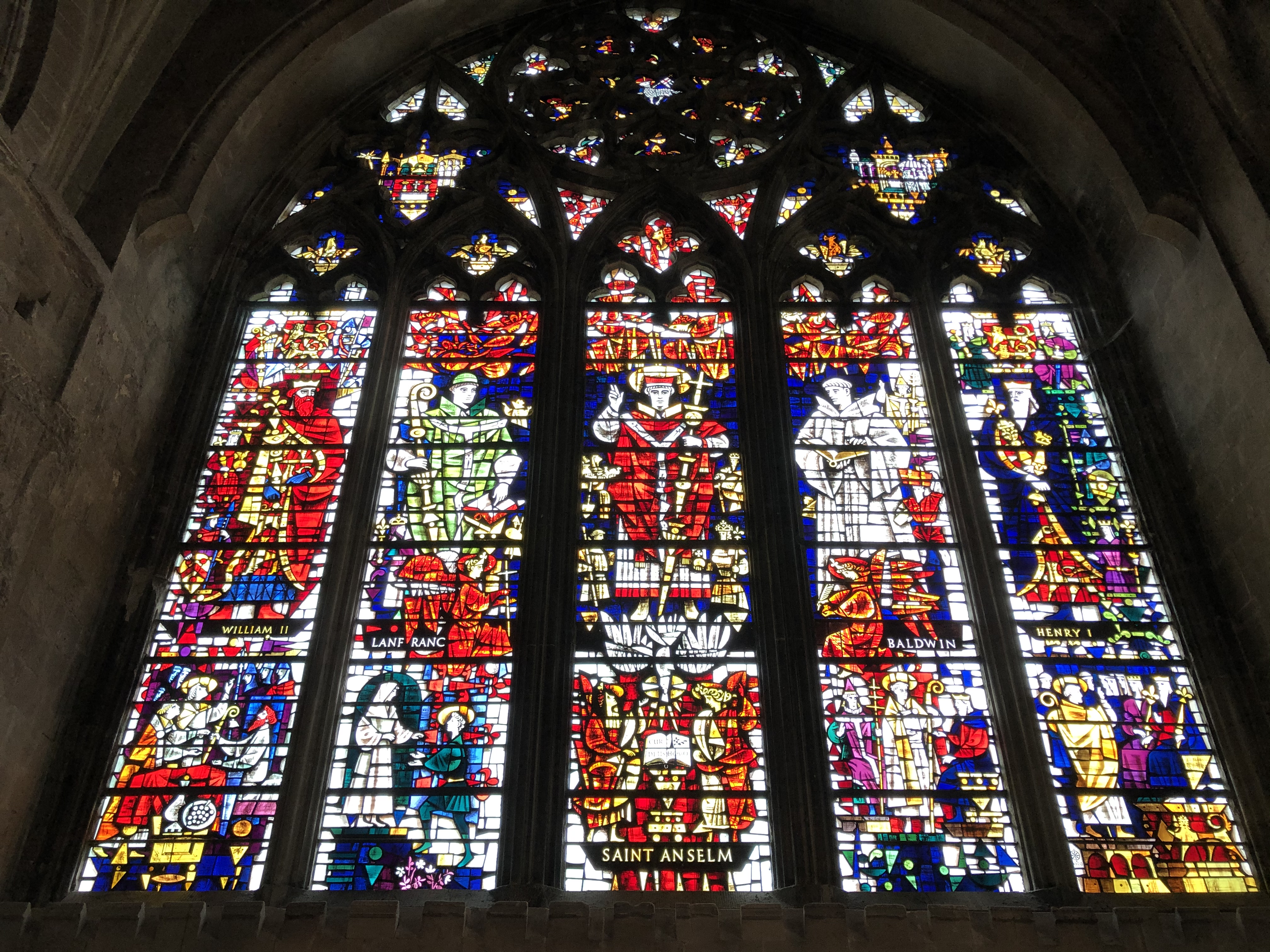
Hochgotisches Fenster des Schiffs

- Trinity Chapel (Verlängerung des Chors)
- The Corona (axial am Umgang der Trinitatiskapelle)
- St.-Andreas-Kapelle (nordöstlich am Chor)
- St.-Anselm-Kapelle (südöstlich am Chor)
- Marienkapelle
- St.-Michael-Kapelle
- Grabmal von Lady Margaret Holland, Earl of Somerset, Duke of Clarence
- Grabmal des Erzbischofs Chichele
- Grabmal des Erzbischofs Bourchier
- Grabmal von Heinrich IV. und Johanna von Navarra.
- Grabmal des Dekan Wotton
- Grabmal des Kardinals Pole
- Grabmal des Kardinals Odet de Coligny
- Grabmal des „Schwarzen Prinzen“

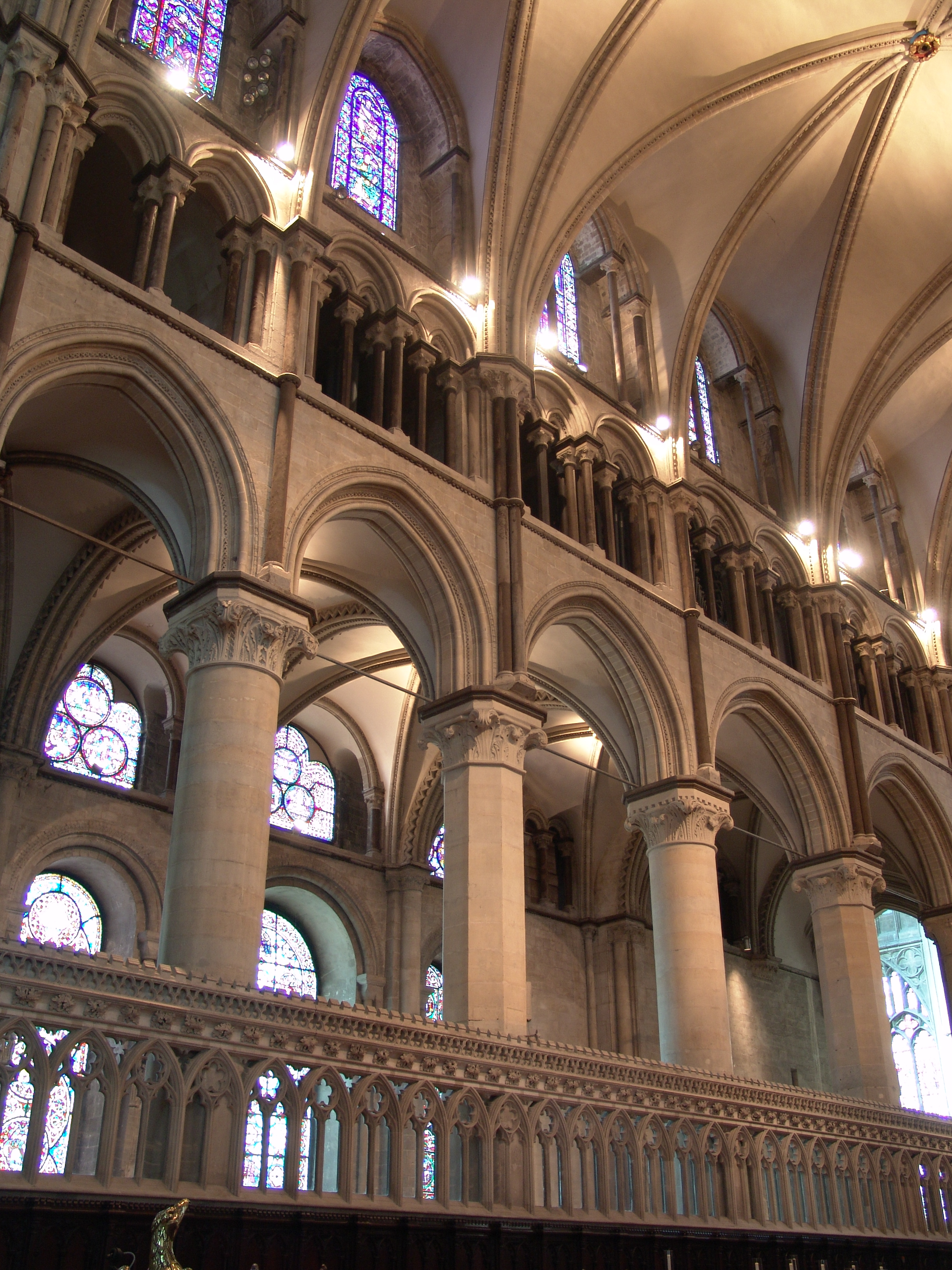
Gotisch umgebauter Chor
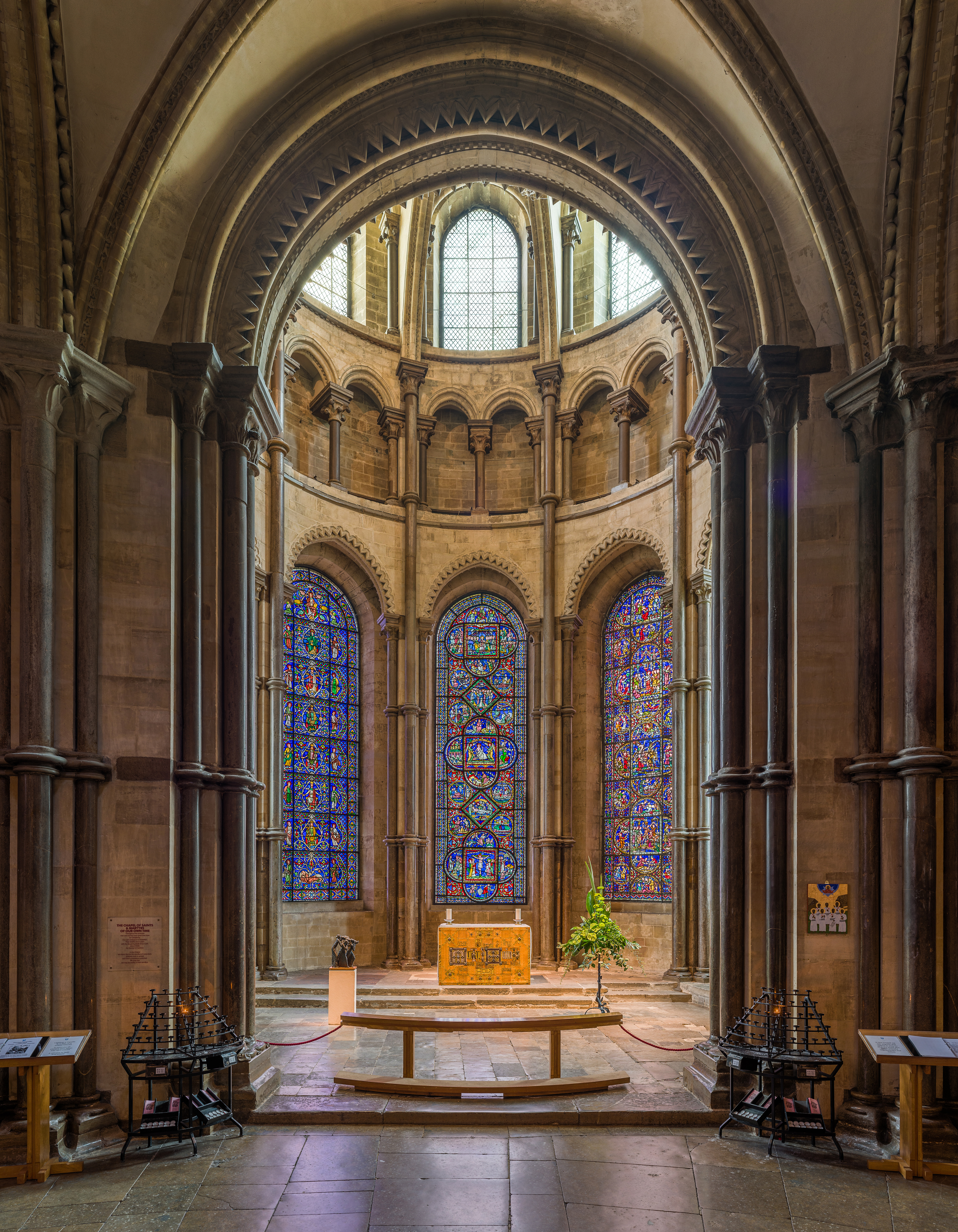
Corona Chapel
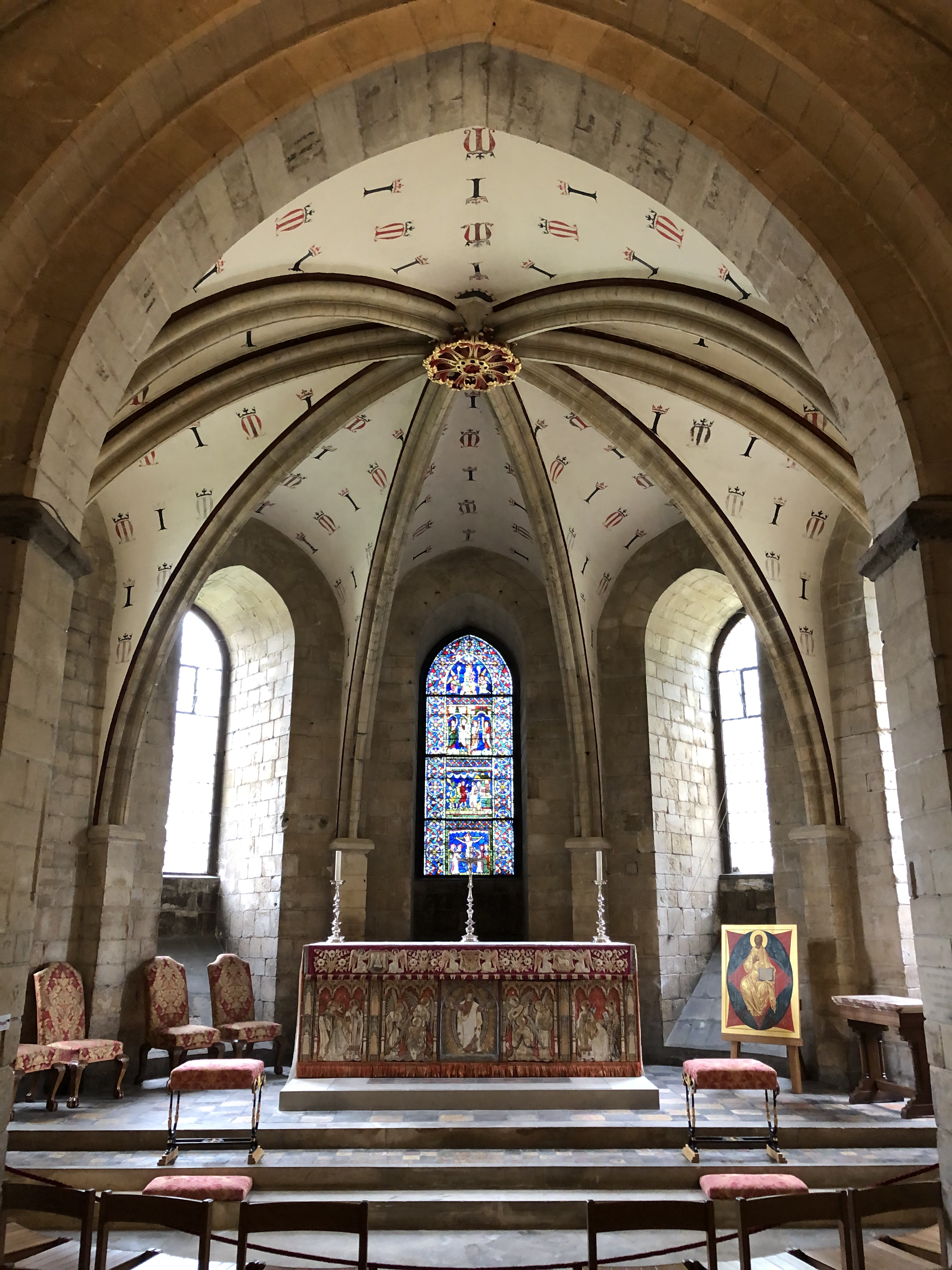
Krypta unter der Corona Chapel
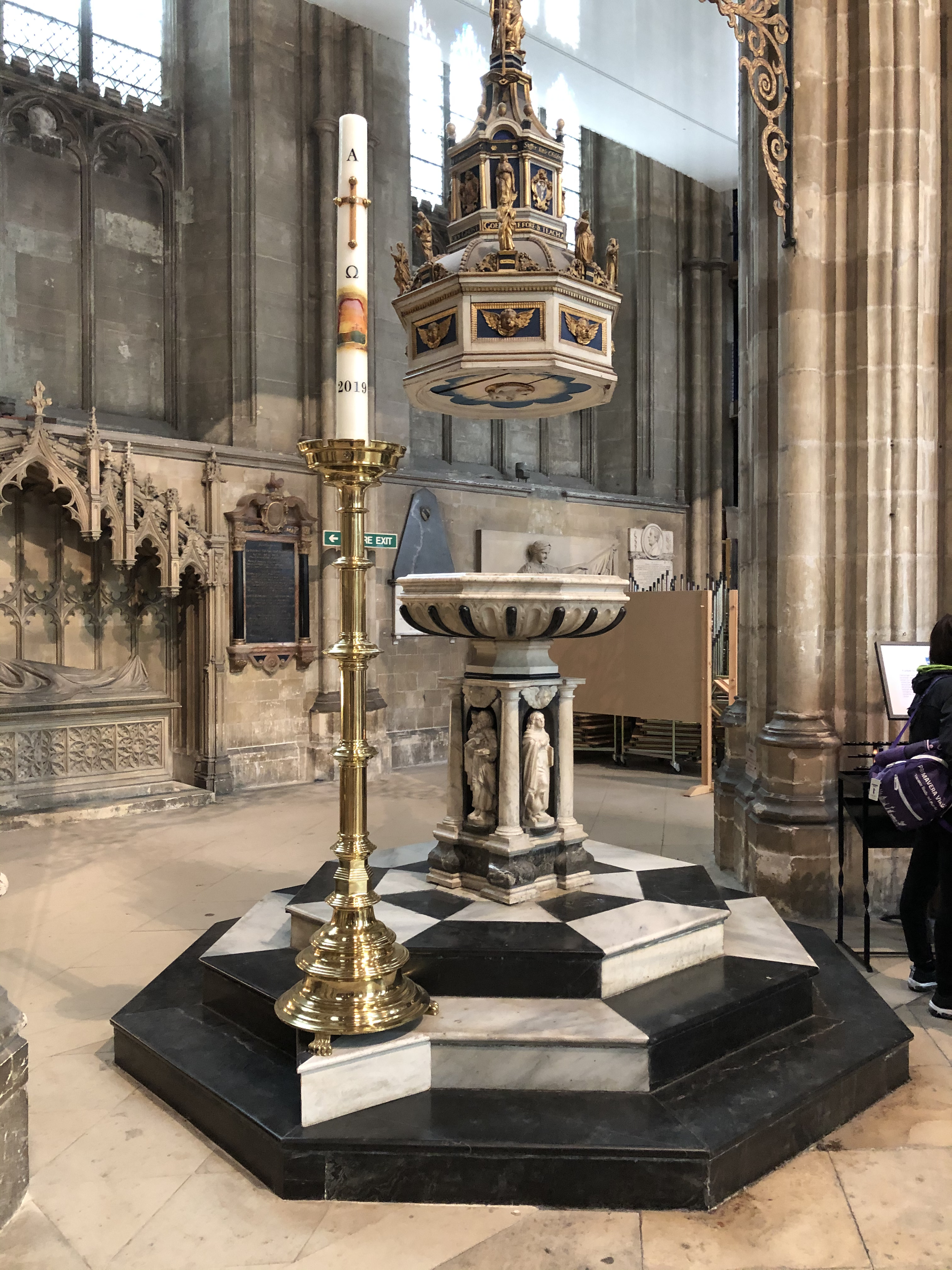
Taufstein
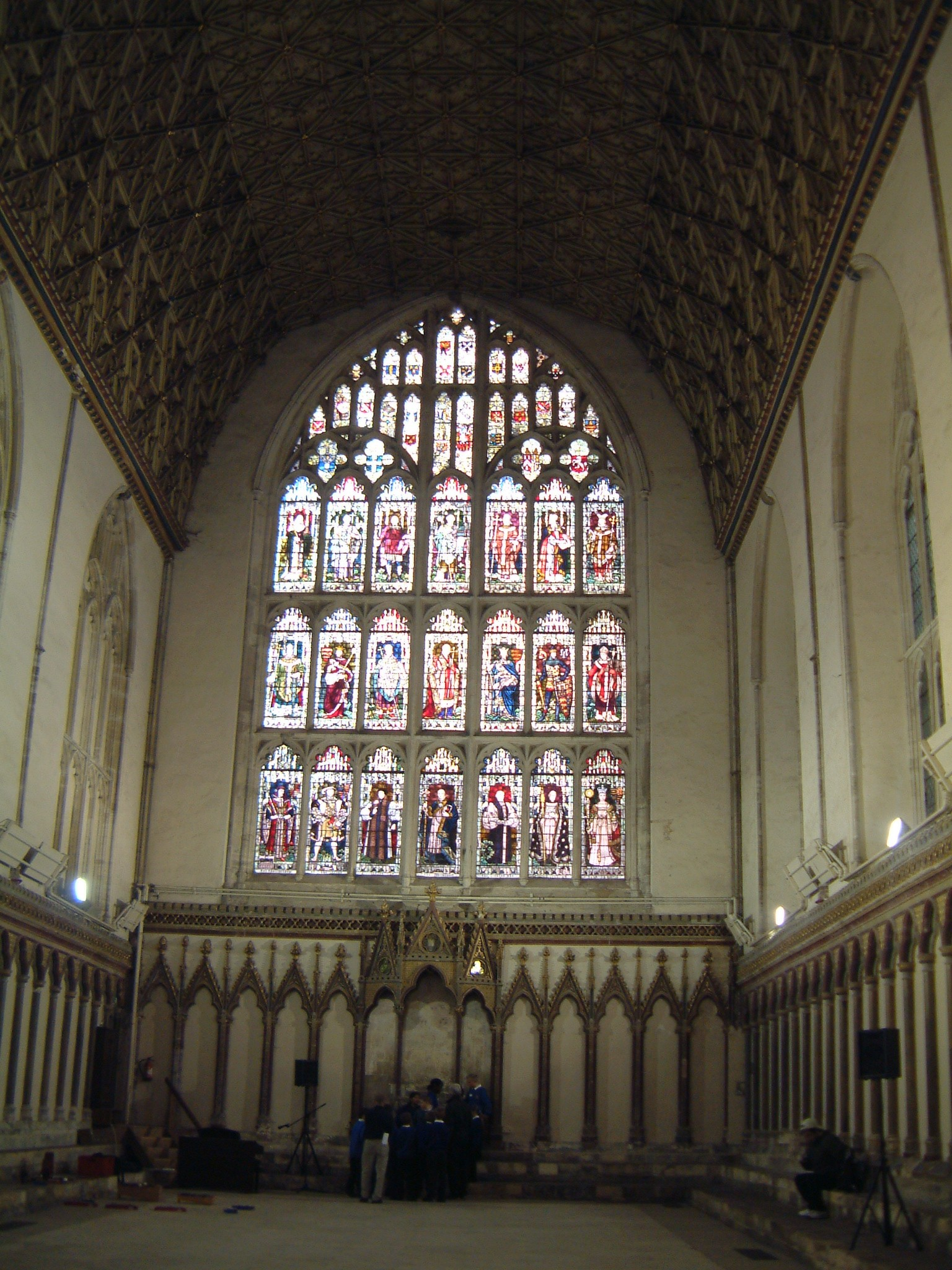
Stirnfenster des Kapitelsaals

### Orgel
Die Orgel wurde 1886 von dem Orgelbauer Henry Willis erbaut, wobei teilweise Pfeifenmaterial aus vorherigen Instrumenten verwendet wurde. Nach mehrfachen Veränderungen wurde das Instrument 1980 von dem Orgelbauer N. Mander reorganisiert und in einem neuen Orgelgehäuse aufgestellt. Dabei wurde an der Nordwand ein weiteres Manualwerk eingerichtet, das vom Hauptwerk aus angespielt wird. Das Instrument hat heute 60 Register auf drei Manualen und Pedal.
| I Choir Organ C–a3 |                  |        |
| 1.                 | Stopped Diapason | 8′     |
| 2.                 | Dulciana         | 8′     |
| 3.                 | Principal        | 4′     |
| 4.                 | Chimney Flute    | 4′     |
| 5.                 | Blockflute       | 2′     |
| 6.                 | Nazard           | 2 ⁄3′  |
| 7.                 | Tierce           | 1 3⁄5′ |
| 8.                 | Larigot          | 1 ⁄3′  |
| 9.                 | Mixture IV       |        |
|                    | Tremulant        |        |
| 10.                | Cremona          | 8′     |
| 11.                | Tuba             | 8′     |
| 12.                | Tuba Clarion     | 4′     |

| II Great Organ C–a3 |                      |       |
| 13.                 | Double Open Diapason | 16′   |
| 14.                 | Open Diapason I      | 8′    |
| 15.                 | Open Diapason II     | 8′    |
| 16.                 | Stopt Diapason       | 8′    |
| 17.                 | Claribel Flute       | 8′    |
| 18.                 | Principal            | 4′    |
| 19.                 | Flûte Harmonique     | 4′    |
| 20.                 | Twelfth              | 2 ⁄3′ |
| 21.                 | Fifteenth            | 2′    |
| 22.                 | Piccolo              | 2′    |
| 23.                 | Mixture IV           |       |
| 24.                 | Fourniture IV        |       |
| 25.                 | Trombone             | 16′   |
| 26.                 | Trumpet              | 8′    |
| 27.                 | Clarion              | 4′    |

| II Nave Organ C–a3 |                |    |
| 28.                | Open Diapason  | 8′ |
| 29.                | Stopt Diapason | 8′ |
| 30.                | Octave         | 4′ |
| 31.                | Super Octave   | 2′ |
| 32.                | Mixture IV     |    |

| III Swell Organ C–a3 |                  |     |
| 33.                  | Double Diapason  | 16′ |
| 34.                  | Open Diapason    | 8′  |
| 35.                  | Lieblich Gedeckt | 8′  |
| 36.                  | Salicional       | 8′  |
| 37.                  | Vox Angelica     | 8′  |
| 38.                  | Principal        | 4′  |
| 39.                  | Open Flute       | 4′  |
| 40.                  | Flageolet        | 2′  |
| 41.                  | Mixture III      |     |
| 42.                  | Sharp Mixture V  |     |
| 43.                  | Hautboy          | 8′  |
|                      | Tremulant        |     |
| 44.                  | Double Trumpet   | 16′ |
| 45.                  | Trumpet          | 8′  |
| 46.                  | Clarion          | 4′  |

| Pedal C–f1 |                |     |
| 47.        | Open Diapason  | 16′ |
| 48.        | Violone        | 16′ |
| 49.        | Bourdon        | 16′ |
| 50.        | Octave         | 8′  |
| 51.        | Flute          | 8′  |
| 52.        | Super Octave   | 4′  |
| 53.        | Open Flute     | 4′  |
| 54.        | Mixture IV     |     |
| 55.        | Contra Posaune | 32′ |
| 56.        | Ophicleide     | 16′ |
| 57.        | Fagotto        | 16′ |
| 58.        | Posaune        | 8′  |
| 59.        | Clarion        | 4′  |

| Nave Organ Pedal C–a3 |          |     |
| 60.                   | Sub Bass | 16′ |

- Koppeln: I/II, III/I, III/II, I/P, II/P, III/P

## Besondere Ereignisse
Eng mit der Geschichte der Stadt und der Kathedrale sind vor allem die Ereignisse um Thomas Becket verbunden, einem Erzbischof, der 1170 von vier Rittern des Königs Heinrich II. in der Kathedrale ermordet wurde und schon kurz nach seinem Tode als Märtyrer verehrt wurde. Um Becket entstand ein florierender Reliquienkult und schon 1173 wurde er heiliggesprochen.